# Атис (царь Меонии)
Атис (др.-греч. Ἄτυς) — легендарная фигура II тысячелетия до нашей эры, которая, по свидетельству Геродота, была ранним царём Лидии, тогда, вероятно, известной как Меония. Он был сыном Манеса и отцом Лида, от имени которого впоследствии произошло название лидийцев.
Геродот рассказывает, что во время правления Атиса Меония была охвачена жестоким голодом. Чтобы помочь себе пережить голод, меонийцы разработали различные способы, включая игру в кости, костяшки и игры в мяч. Идея состояла в том, что меонийцы будут есть только через день. В промежуточные дни, когда они постились, они были заняты играми весь день, чтобы отвлечься от голода. Геродот утверждал, что они прожили так 18 лет. В конце концов Атис решил сократить своё население вдвое: одна половина осталась в Меонии, а другая покинула её и основала колонию в другом месте. Кому остаться, а кому следовало уйти решалось жребием. Сам Атис решил остаться, в то время как один из его сыновей, Тиррен, повёл колонистов в Умбрию, где они поселились и стали известны как тиррены.
Местный греко-лидийский историк Ксанф, написавший на ионийском греческом языке немного позже Геродота труд об истории Лидии, известный как «Лидиака» (др.-греч. Λυδιακά), хотя он сохранился только в отрывках, также утверждал, что царь Атис был отцом двух сыновей, Лида и Торуба, которые, по его словам, участвовали в этих событиях, разделив меонский народ на две части: лидийцев и «торубийцев».